# Noszlop
Noszlop je vesnice v Maďarsku v župě Veszprém, spadající pod okres Devecser. Nachází se asi 8 km severně od Devecseru, 9 km severozápadně od Ajky a 15 km jižně od Pápy. V roce 2015 zde žilo 939 obyvatel, z nichž jsou 88,4 % Maďaři.
Kromě hlavní části Noszlop zahrnuje ještě části Kisbogdány, Nagybogdány a Pálházapuszta.
Noszlop leží na silnici 8402. Je přímo silničně spojen s vesnicemi Bakonypölöske, Magyarpolány, Nagyalásony, Oroszi, Pápasalamon a městy Ajka a Devecser. Noszlopem protékají potoky Hajagos a Tegye. Potok Tegye se vlévá do Hajagosu, který se vlévá do řeky Marcal.
V obci se nacházejí dva kostely, z nichž je jeden katolický a jeden reformovaný. Nachází se zde též muzeum a hřbitov.